# Викулов, Егор Дмитриевич
Егор Дмитриевич Викулов (1889, д. Батраки, Егорьевский уезд, Рязанская губерния, Российская империя — 1959, Москва, РСФСР) — советский партийный и государственный деятель, председатель Рязанского губисполкома (1921).

## Биография
Член РСДРП с 1908 г.
- 1917 г. — председатель фабрично-заводского комитета фабрики Хлудовых (Егорьевск Рязанской губернии),
- 1919—1920 гг. — председатель Егорьевского уездного комитета РКП(б),
- сентябрь-декабрь 1921 г. — председатель исполнительного комитета Рязанского губернского Совета,
- 1922—1923 гг. — заведующий организационным отделом Рязанского губернского комитета РКП(б).

С 1923 г. — на профсоюзной работе в Москве, затем — в Народном комиссариате просвещения РСФСР.
В годы Великой Отечественной войны с 1941 г. — участник Московского народного ополчения.